# Il ritorno dei morti viventi 2
Il ritorno dei morti viventi 2 (Return of the Living Dead Part II) è un film del 1988 diretto da Ken Wiederhorn.
È il sequel di Il ritorno dei morti viventi (1985) di Dan O'Bannon ed è stato distribuito nei cinema italiani nel 1988, dapprima con alcune anteprime estive nelle località balneari, dalla casa di distribuzione C.I.D.I.F. Alcune scene inedite, totalmente assenti nella vecchia versione in VHS, sono presenti nell'edizione in DVD.

## Trama
In una piccola e tranquilla cittadina di provincia degli Stati Uniti, un gruppo di ragazzini trova all'interno di un condotto fognario degli strani bidoni, caduti accidentalmente da un camion dell'esercito. La curiosità dei giovani li porta ad aprire i misteriosi contenitori, causando la fuoriuscita della "Trioxina", un potente gas realizzato segretamente dal governo, capace di riportare in vita i morti. Mentre questa sostanza comincia a diffondersi nell'aria, in un cimitero nelle vicinanze, due profanatori di tombe al "lavoro" verranno coinvolti dalle esalazioni, mentre tutto intorno a loro inizia a diventare inquietante: i morti iniziano a risorgere dalle loro lugubri dimore e a uccidere, e sopravvivere sarà difficile...

## Produzione
Parte del cast tecnico e artistico del film precedente venne ricontattato per prendere parte a questo sequel. Dan O'Bannon rifiutò immediatamente perché riteneva di non dover aggiungere altro alla sua versione del film, anche Don Calfa non volle prender parte al film. James Karen e Thom Mathews decisero di prenderne parte interpretando due nuovi personaggi che, come nel film precedente, diventano zombi. Allan Trautman interpreta ancora una volta Tarman (lo zombi del barile), mentre Johnathan Terry interpreta il Colonnello Glover, l'unico personaggio presente anche nel primo film.

## Film della saga
Il film capostipite ha avuto quattro sequel, diretti da vari registi; in Italia sono stati distribuiti solo i primi due.
- Il ritorno dei morti viventi - (1985) - Dan O'Bannon
- Il ritorno dei morti viventi 2 - (1987) - Ken Wiederhorn
- Il ritorno dei morti viventi 3 - (1993) - Brian Yuzna
- Return of the living dead: Necropolis (2005, inedito)
- Return of the living dead: Rave from the grave (2005, inedito)

## Colonna sonora
- Space Hoper (Julian Cope)
- High Priest Of Love (Zodiac Mindwarp & the Love Reaction)
- I'm The Man (Anthrax)
- Big Band B-Boy (Mantronix)
- Monster Mash (The Big 0)
- Alone In The Night (Leatherwolf)
- ADI, The Horror Of It all (Anthrax)
- Flash To Flash (Lamont)
- The Dead Return (Jey Peter Robinson)